# Белоусова (деревня)
Белоусова — деревня в Каргапольском районе Курганской области. Входит в состав Чашинского сельсовета.

## История
До 1917 года в составе Брылинской волости Курганского уезда Тобольской губернии. По данным на 1926 год состояла из 162 хозяйств. В административном отношении входила в состав Долговского сельсовета Чашинского района Курганского округа Уральской области.

## Население
| 1989 | 2002 | 2010 |
| ---- | ---- | ---- |
| 128  | ↘83  | ↘59  |

По данным переписи 1926 года в деревне проживало 689 человек (307 мужчин и 382 женщины), в том числе: русские составляли 100 % населения.